# Erzsébet
Erzsébet [ˈɛrʒeːbɛt] ist ein weiblicher Vorname und die ungarische Variante des Namens Elisabeth.

## Namensträgerinnen
- Erzsébet Bartos (* 1941), ungarische Sprinterin
- Erzsébet Báthory (1560–1614), ungarische Gräfin, bekannt als „Blutgräfin“
- Erzsébet Finta (1936–2020), ungarische Schachspielerin
- Erzsébet Gindert (* 1959), ungarische Badmintonspielerin
- Erzsébet Gulyás-Köteles (1924–2019), ungarische Turnerin
- Erzsébet Házy (1929–1982), ungarische Sopranistin
- Erzsébet Heirits (* 1938), ungarische Tischtennisspielerin
- Erzsébet Kocsis (* 1965), ungarische Sportfunktionärin und Handballspielerin
- Erzsébet Metzker (1915–1980), ungarische Politikerin, siehe Istvánné Vass
- Erzsébet Németh (* 1957), ungarische Badmintonspielerin
- Erzsébet Pongrátzné Vasvári (1954–2022), ungarische Sportschützin
- Erzsébet Radó-Révész (1887–1923), ungarische Nervenärztin und Psychoanalytikerin
- Erzsébet Schaár (1908–1975), ungarische Bildhauerin
- Erzsébet Seleljo (* 1983), ungarische klassische Saxophonistin
- Erzsébet Szőnyi (1924–2019), ungarische Musikpädagogin und Komponistin
- Erzsébet Tusa (1928–2017), ungarische Pianistin
- Erzsébet Vígh (* 1935), ungarische Speerwerferin
- Erzsébet Viski (* 1980), ungarische Kanutin
- Erzsébet Wolf (* 1952), ungarische Badmintonspielerin